# تشن ران
تشن ران (بالصينية: 陳染) (1962، بكين في الصين)؛ كاتِبة وروائية صينية.